# Erdal Kılıçaslan
Erdal Kılıçaslan (Monaco di Baviera, 23 agosto 1984) è un ex calciatore tedesco, di ruolo attaccante.

## Caratteristiche tecniche
Ala destra, può giocare sia nella fascia opposta sia come seconda punta.
Nel 2001 è stato inserito nella lista dei migliori calciatori stilata da Don Balón.